# بنك إيه كيه بارس
بنك إيه كيه بارس (بالروسية: Ак Барс)‏ هي شركة مالية متنوعة مقرها في قازان في روسيا، تأسيست عام 1998. يقال أنه يحتفظ بروابط وثيقة مع حكومة تتارستان.
يعد واحدًا من أكبر 20 بنكًا روسيًا من حيث الأصول، ويبلغ عدد عملاء التجزئة أكثر من 3 ملايين. وفي عام 2017 حصل على تصنيف ائتماني B2 من موودز وتصنيف B من وكالة فيتش.
في عام 2014 أصبح أول بنك في روسيا يطبق المصرفية الإسلامية. وبسبب هذا فإنه يرفض تمويل الأعمال التجارية المتعلقة بالكحول أو القمار أو بناء مزارع الخنازير.

## روابط خارجية
- الموقع الرسمي